# Route nationale 741
Pour les articles homonymes, voir Route 741.
La route nationale 741 ou RN 741 était une route nationale française reliant Poitiers à Pressac. 

## Historique
À la suite de la réforme de 1972, elle a été déclassée en RD 741.

## Ancien tracé de Poitiers à Pressac (D 741)
- Poitiers
- Roches-Prémarie-Andillé
- La Villedieu-du-Clain
- Gençay
- Saint-Martin-l'Ars
- Pressac